# Марай (Половинский район)
Марай − деревня в Половинском районе Курганской области. Входит в состав сельского поселения Новобайдарский сельсовет.

## География
Деревня находится в 74 километрах от Кургана возле автодороги Курган - Половинное. Ближайший населённый пункт — Новые Байдары, находящийся на этой же автодороге на противоположной стороне.

## Население
| 1926 | 1989 | 2002 | 2010 |
| ---- | ---- | ---- | ---- |
| 1021 | ↘505 | ↘415 | ↘310 |

## Инфраструктура
Социальная инфраструктура
- Сотовая вышка

Досуг и образование
- Марайская общеобразовательная школа

Улицы
- Немирова
- Молодёжная
- Школьная

## Транспорт и связь
Недалеко от деревни находится автобусная остановка, на которой останавливаются автобусы следующих маршрутов:
- 510 Курган — Половинное, Половинное — Курган,
- 547 Курган — Воскресенское, Воскресенское — Курган.